# The IT Crowd
The IT Crowd (em Portugal, Os Informáticos ou A Malta das TI) é uma sitcom britânica escrita e dirigida pelo irlandês Graham Linehan e produzida pelo egípcio Ash Atalla para o Channel 4. O seriado venceu os prêmios BAFTA e Emmy Internacional de melhor série de comédia.
Quatro temporadas do programa foram produzidas desde que este estreou em 3 de fevereiro de 2006.

## História
The IT crowd se passa nos escritórios das industrias Reynholm, uma corporação britânica fictícia localizada no centro de Londres. A série se concentra nas travessuras de uma equipe de suporte técnico, o IT (IT do inglês information technology)  formada de três pessoas, Roy (Chris O'Dowd), Maurice Moss (Richard Ayoade) e Jen Barber (Katherine Parkinson) os quais, vivem em um imundo e desmantelado porão, embora o resto da organização presencie uma arquitetura de forte e brilhante contraste moderno, com visões deslumbrantes de Londres.
Roy e Moss são os dois técnicos caracterizados pelos seus comportamentos nerds, mesmo que a empresa dependa de seus serviços, eles são desprezados pelo resto da equipe. As irritações de Roy são demonstradas pelas suas técnicas em ignorar o telefone na esperança de que ele pare de tocar. O amplo conhecimento que Moss possui relacionado a coisas técnicas é demonstrado em sua extrema precisão ainda que tenha sugestões completamente indecifráveis e demonstre incapacidade de lidar com problemas práticos, como apagar incêndios e remover aranhas.
Jen, a mais nova membro da equipe não possui qualquer habilidade na área técnica, embora no seu currículo conste que ela tenha muita experiência com computadores. Como Denholm, o chefe da empresa, é considerada tec-analfabeta, e por tê-lo convencido com seus blefes, ele a nomeia como diretora do departamento IT. Seu título oficial é de gerente de relacionamentos, ainda que suas tentativas de tentar reduzir as diferenças entre os técnicos tenham efeitos opostos.

## Informações
A primeira temporada de The IT Crowd foi filmada diante de uma audiência ao vivo nos Estúdios Teddington, enquanto que a segunda foi gravada nos tradicionais Estúdios Pinewood. Os dois primeiros episódios foram transmitidos para o Reino Unido no dia 3 de fevereiro de 2006.
O nome do programa é uma paródia à canção "The 'In' Crowd" (com a sigla "IT" significando tecnologia da informação em inglês) interpretada por Dobie Gray, enfatizando as diferenças entre as vidas dos personagens principais e as de uma elite popular e fashion.
Com The IT Crowd, o Channel 4 disponibilizou pela primeira vez para download grátis os episódios de um programa antes de sua transmissão original. Os downloads estiveram à disposição dos internautas britânicos no formato Windows Media Video no website oficial do canal durante os sete dias precedentes ao da transmissão de cada episódio. Todos os episódios, com exceção dos dois primeiros, estavam codificados com restrições DRM. O programa atraiu o interesse de comunidades de compartilhamento de softwares ao redor do mundo, o que resultou no crack quase que imediato do DRM protegendo os episódios, espalhando-os por redes de P2P, como o BitTorrent.
A série foi finalizada após a quarta temporada com o Episódio: The Last Byte
Um episódio especial chamado "The Internet Is Coming" foi lançado no dia 27 de Setembro de 2013, considerado por muitos como a 5ª temporada da série.

## Elenco
Principal
- Chris O'Dowd - Roy
- Katherine Parkinson - Jen
- Richard Ayoade - Maurice ("Moss")

Coadjuvantes
- Chris Morris - Denholm Reynholm
- Matt Berry - Douglas Reynholm
- Noel Fielding - Richmond Avenal

Participações especiais
- Oliver Chris - Daniel Carey
- Alice Lowe - Patricia
- Hannah Bourne - Rebecca
- Danny Wallace - Paul
- Adam Buxton - Bill Crouse
- David Garfield - Small Paul
- Toby Longworth - Dr. Julian Holmes
- Frances Barber - Dr. Mendall
- Cheryl Fergison - Judy

## Episódios

### 1ª temporada: 2006
1. "Yesterday's Jam" - 3 de Fevereiro  Jen consegue um emprego na Reynholm Industries como Gerente no Departamento de T.I. com algum falso jargão técnico e um currículo bonito.
2. "Calamity Jen" - 3 de Fevereiro Denholm obriga todos da Reynholm Industries a fazer um teste de estresse e depois ameaça se livrar de quem ainda está enfrentando estresse ao final do dia.
3. "Fifty-Fifty" - 10 de Fevereiro O flerte de Jen com um segurança da empresa fica um pouco fora de controle quando ele confunde o pretenso conhecimento dela de verdade.
4. "The Red Door" - 17 de Fevereiro Quando Roy fica preso embaixo da mesa de um funcionário, cabe a Moss libertar seu companheiro. Jen se depara com uma porta vermelha e misteriosa e quer saber o que há atrás dela.
5. "The Haunting of Bill Crouse" - 24 de Fevereiro Depois de um encontro desastroso com Bill Crouse, Jen pede ajuda de Moss para evitar o homem nojento.
6. "Aunt Irma Visits" - 3 de Março A "tia Irma" de Jen vem para sua visita mensal, e de repente Moss e Roy parecem estar no ciclo de Jen.

### 2ª temporada: 2007
1. "The Work Outing" - 24 de Agosto Quando Philip convida Jen para o teatro, ela aceita - mas Moss e Roy também, transformando o que poderia ter sido um encontro em um passeio de colegas de trabalho.
2. "Return of the Golden Child" - 31 de Agosto Quando Moss encontra um site que pega os dados pessoais das pessoas e calcula quando elas morrerão, ele decide experimentá-lo em Roy.
3. "Moss and the German" - 7 de Setembro Embarcando em um fim de semana assistindo filmes no apartamento de Roy, Moss percebe que sua vida está estagnada.
4. "The Dinner Party" - 14 de Setembro Jen encontrou o amor e está organizando um jantar com seu novo amigo Peter e seis de seus amigos solteiros.
5. "Smoke and Mirrors" - 21 de Setembro Quando um sutiã ruim faz com que Jen perca a concentração em uma reunião do conselho, Moss inventa um sutiã que nunca vai acontecer isso.
6. "Men Without Women" - 28 de Setembro Douglas contrata Jen como sua nova assistente pessoal, dando a Moss e Roy o reinado livre no escritório. Como eles vão lidar sem ela?

### 3ª temporada: 2008
1. "From Hell" - 21 de novembro
2. "Are We Not Men?" - 28 de novembro
3. "Tramps Like Us" - 5 de dezembro
4. "Speech" - 12 de dezembro
5. "Friendface" - 19 de dezembro
6. "Calendar Geeks" - 26 de dezembro

### 4ª temporada: 2010
1. "Jen The Fredo" - 25 de junho
2. "The Final Countdown" - 2 de julho
3. "Something Happened" - 9 de julho
4. "Italian for Beginners" - 16 de julho
5. "Bad Boys" - 23 de julho
6. "Reynholm vs Reynholm" - 30 de julho

### 5ª temporada: 2013
1. "The Internet Is Coming" - 27 de Setembro

## Transmissão
- América Latina - Sony Entertainment Television (1ª, 2ª e 3ª temporadas)
- Austrália - ABC1 e UKTV (1ª e 2ª temporadas) / ABC2
- Brasil I.Sat (1ª,2ª3ª,4ª Temporadas)
- Bulgária - GTV Bulgaria
- Canadá - G4TechTV
- Dinamarca - TV 2 Zulu
- Espanha - Canal+
- Estados Unidos - Independent Film Channel
- Filipinas e Índia - STAR World
- Finlândia - YLE
- Japão - WOWOW
- Holanda - Comedy Central
- Noruega - TV 2
- Nova Zelândia - TVNZ e TVONE
- País de Gales - S4C
- Polônia - TVP2
- Portugal - FX e Netflix
- República Tcheca - Česka Televise

## Versões
Uma versão americana do programa iria estrear na NBC na temporada televisiva de 2007-2008. Baseada na série britânica, seria adaptada para audiências norte-americanas.
NBC filmou a porção de um piloto para uma versão americana de The IT Crowd em 16 de fevereiro de 2007. O programa seria refeito com um elenco estadunidense, semelhante à série The Office, apesar de o ator Richard Ayoade reprisar seu papel de Moss. Jessica St. Clair interpreta Jen, a líder feminina, e Joel McHale como Roy. O programa foi escolhido para uma estréia no meio da temporada de 2007-08, mas foi cancelado.